# Malune
Malune (perski: ملونه, مَلولان, inne: Malūlān, Malūneh) – wieś w Iranie, w ostanie Azerbejdżan Zachodni. W 2006 roku miejscowość liczyła 574 mieszkańców w 80 rodzinach.